# Campionati mondiali di canoa/kayak 2007
I 36esimi Campionati mondiali di canoa/kayak si sono svolti a Duisburg (Germania) dal 9 al 12 agosto 2007.

## Medagliere
| Pos. | Paese         | Oro | Argento | Bronzo | Totale |
| ---- | ------------- | --- | ------- | ------ | ------ |
| 1    | Germania      | 9   | 6       | 3      | 18     |
| 2    | Ungheria      | 9   | 3       | 6      | 18     |
| 3    | Bielorussia   | 1   | 2       | 1      | 4      |
| 3    | Russia        | 1   | 2       | 1      | 4      |
| 3    | Slovacchia    | 1   | 2       | 1      | 4      |
| 6    | Romania       | 1   | 1       | 1      | 3      |
| 7    | Canada        | 1   | 1       | 0      | 2      |
| 7    | Gran Bretagna | 1   | 1       | 0      | 2      |
| 9    | Francia       | 1   | 0       | 1      | 2      |
| 9    | Spagna        | 1   | 0       | 1      | 2      |
| 11   | Ucraina       | 1   | 0       | 0      | 1      |
| 12   | Polonia       | 0   | 3       | 4      | 7      |
| 13   | Finlandia     | 0   | 2       | 0      | 2      |
| 14   | Lituania      | 0   | 1       | 2      | 3      |
| 14   | Serbia        | 0   | 1       | 2      | 3      |
| 16   | Cina          | 0   | 1       | 1      | 2      |
| 17   | Cuba          | 0   | 1       | 0      | 1      |
| 18   | Norvegia      | 0   | 0       | 1      | 1      |
| 18   | Svezia        | 0   | 0       | 1      | 1      |
| 20   | Slovenia      | 0   | 0       | 1      | 1      |

## Medaglie Canoa

### C1 200m
| Posizione | Atleta         | Paese    | Tempo    |
| --------- | -------------- | -------- | -------- |
|           | Yuriy Cheban   | Ucraina  | 0:40.323 |
|           | Maxim Opalev   | Russia   | 0:40.407 |
|           | Evgeny Shuklin | Lituania | 0:40.539 |

### C1 500m
| Posizione | Atleta          | Paese    | Tempo    |
| --------- | --------------- | -------- | -------- |
|           | David Cal       | Spagna   | 1:47.187 |
|           | Andreas Dittmer | Germania | 1:47.383 |
|           | Yang Wenjun     | Cina     | 1:47.545 |

### C1 1000m
| Posizione | Atleta         | Paese      | Tempo    |
| --------- | -------------- | ---------- | -------- |
|           | Attila Vajda   | Ungheria   | 4:08.563 |
|           | Marian Ostrcil | Slovacchia | 4:10.685 |
|           | David Cal      | Spagna     | 4:11.057 |

### C2 200m
| Posizione | Atleta                            | Paese    | Tempo    |
| --------- | --------------------------------- | -------- | -------- |
|           | Evgeny Ignatov Ivan Shtyl         | Russia   | 0:36.913 |
|           | Christian Gille Tomasz Wylenzek   | Germania | 0:37.192 |
|           | Raimundas Labuckas Tomas Gadelkis | Lituania | 0:37.407 |

### C2 500m
| Posizione | Atleta                          | Paese    | Tempo    |
| --------- | ------------------------------- | -------- | -------- |
|           | György Kozmann György Kolonics  | Ungheria | 1:40.501 |
|           | Iosif Chirilă Andrei Cuculici   | Romania  | 1:40.991 |
|           | Christian Gille Tomasz Wylenzek | Germania | 1:41.501 |

### C2 1000m
| Posizione | Atleta                                 | Paese    | Tempo    |
| --------- | -------------------------------------- | -------- | -------- |
|           | Christian Gille Tomasz Wylenzek        | Germania | 3:46.627 |
|           | Serguey Torres Karel Aguilar           | Cuba     | 3:47.591 |
|           | Wojciech Tyszynski Paweł Baraszkiewicz | Polonia  | 3:48.103 |

### C4 200m
| Posizione | Atleta                                                                            | Paese       | Tempo    |
| --------- | --------------------------------------------------------------------------------- | ----------- | -------- |
|           | Péter Balázs Gábor Horváth Márton Joób Pál Sarudi                                 | Ungheria    | 0:34.297 |
|           | Evgeny Dorokhin Nikolay Lipkin Evgeny Ignatov Ivan Shtyl                          | Russia      | 0:34.365 |
|           | Dzmitry Rabchanka Dzmitry Vaitsishkin Kanstantsin Shcharbak Aliaksandr Vauchetski | Bielorussia | 0:34.533 |

### C4 500m
| Posizione | Atleta                                                   | Paese    | Tempo    |
| --------- | -------------------------------------------------------- | -------- | -------- |
|           | Péter Balázs Gábor Horváth Márton Joób Pál Sarudi        | Ungheria | 1:31.265 |
|           | Robert Nuck Sebastian Brendel Thomas Lück Stefan Holtz   | Germania | 1:31.497 |
|           | Loredan Popa Florin Mironcic Ciprian Popa Nicolae Flocea | Romania  | 1:31.879 |

### C4 1000m
| Posizione | Atleta                                                        | Paese    | Tempo    |
| --------- | ------------------------------------------------------------- | -------- | -------- |
|           | Andrei Cuculici Loredan Popa Silviu Simioncencu Iosif Chirilă | Romania  | 3:23.325 |
|           | Erik Leue Stefan Holtz Thomas Lück Robert Nuck                | Germania | 3:24.619 |
|           | Márton Metka Róbert Mike Mátyás Sáfrán Gábor Balázs           | Ungheria | 3:28.880 |

## Medaglie Kayak

### K1 200m
| Posizione | Atleta              | Paese    | Tempo    |
| --------- | ------------------- | -------- | -------- |
|           | Jonas Ems           | Germania | 0:35.275 |
|           | Vytautas Vaicikonis | Lituania | 0:35.683 |
|           | Gergely Gyertyános  | Ungheria | 0:36.019 |

| Posizione | Atleta            | Paese     | Tempo    |
| --------- | ----------------- | --------- | -------- |
|           | Natasa Janics     | Ungheria  | 0:40.835 |
|           | Anne Rikala       | Finlandia | 0:41.069 |
|           | Spela Ponomarenko | Slovenia  | 0:41.283 |

### K1 500m
| Posizione | Atleta             | Paese       | Tempo    |
| --------- | ------------------ | ----------- | -------- |
|           | Adam van Koeverden | Canada      | 1:36.279 |
|           | Tim Brabants       | Regno Unito | 1:36.607 |
|           | Marek Twardowski   | Polonia     | 1:36.661 |

| Posizione | Atleta         | Paese     | Tempo    |
| --------- | -------------- | --------- | -------- |
|           | Katalin Kovács | Ungheria  | 1:48.663 |
|           | Anne Rikala    | Finlandia | 1:49.255 |
|           | Katrin Wagner  | Germania  | 1:49.399 |

### K1 1000m
| Posizione | Atleta             | Paese       | Tempo    |
| --------- | ------------------ | ----------- | -------- |
|           | Tim Brabants       | Regno Unito | 3:40.113 |
|           | Adam van Koeverden | Canada      | 3:40.675 |
|           | Eirik Verås Larsen | Norvegia    | 3:41.640 |

| Posizione | Atleta           | Paese    | Tempo    |
| --------- | ---------------- | -------- | -------- |
|           | Katalin Kovács   | Ungheria | 4:06.823 |
|           | Friedericke Leue | Germania | 4:08.937 |
|           | Sofia Paldanius  | Svezia   | 4:10.901 |

### K2 200m
| Posizione | Atleta                            | Paese       | Tempo    |
| --------- | --------------------------------- | ----------- | -------- |
|           | Raman Piatrushenka Vadzim Makhneu | Bielorussia | 0:32.251 |
|           | Ronald Rauhe Tim Wieskötter       | Germania    | 0:32.597 |
|           | Ognjen Filipovic Dragan Zoric     | Serbia      | 0:32.993 |

| Posizione | Atleta                                | Paese      | Tempo    |
| --------- | ------------------------------------- | ---------- | -------- |
|           | Fanny Fischer Nicole Reinhardt        | Germania   | 0:37.339 |
|           | Ivana Kmetova Martina Kohlova         | Slovacchia | 0:37.921 |
|           | Marta Walczykiewicz Dorota Kuczkowska | Polonia    | 0:38.697 |

### K2 500m
| Posizione | Atleta                            | Paese       | Tempo    |
| --------- | --------------------------------- | ----------- | -------- |
|           | Ronald Rauhe Tim Wieskötter       | Germania    | 1:27.709 |
|           | Raman Piatrushenka Vadzim Makhneu | Bielorussia | 1:27.873 |
|           | Zoltán Kammerer Gábor Kucsera     | Ungheria    | 1:29.527 |

| Posizione | Atleta                          | Paese    | Tempo    |
| --------- | ------------------------------- | -------- | -------- |
|           | Fanny Fischer Nicole Reinhardt  | Germania | 1:40.275 |
|           | Tímea Paksy Dalma Benedek       | Ungheria | 1:40.963 |
|           | Anne Laure Viard Marie Delattre | Francia  | 1:41.719 |

### K2 1000m
| Posizione | Atleta                            | Paese    | Tempo    |
| --------- | --------------------------------- | -------- | -------- |
|           | Philippe Colin Cyrille Carré      | Francia  | 3:24.683 |
|           | Adam Seroczynski Mariusz Kujawski | Polonia  | 3:24.891 |
|           | Zoltán Kammerer Gábor Kucsera     | Ungheria | 3:26.579 |

| Posizione | Atleta                                   | Paese    | Tempo    |
| --------- | ---------------------------------------- | -------- | -------- |
|           | Gesine Ruge Judith Hörmann               | Germania | 3:45.933 |
|           | Ewelina Wojnarowska Malgorzata Chojnacka | Polonia  | 3:47.142 |
|           | Danuta Kozák Gabriella Szabó             | Ungheria | 3:49.174 |

### K4 200m
| Posizione | Atleta                                                                | Paese    | Tempo    |
| --------- | --------------------------------------------------------------------- | -------- | -------- |
|           | Viktor Kadler István Beé Gergely Boros Balázs Babella                 | Ungheria | 0:30.715 |
|           | Ognjen Filipovic Dragan Zoric Bora Sibinkic Milan Djenadic            | Serbia   | 0:30.735 |
|           | Stepan Shevchuk Konstantin Vishnyakov Anton Vasilev Sergey Khovanskiy | Russia   | 0:30.913 |

| Posizione | Atleta                                                               | Paese    | Tempo    |
| --------- | -------------------------------------------------------------------- | -------- | -------- |
|           | Carolin Leonhardt Conny Wassmuth Katrin Wagner-Augustin Maren Knebel | Germania | 0:35.459 |
|           | Tímea Paksy Katalin Kovács Krisztina Fazekas Melinda Patyi           | Ungheria | 0:37.921 |
|           | Miljana Knezevic Antónia Panda Renáta Kubik Márta Tibor              | Serbia   | 0:38.697 |

### K4 500m
| Posizione | Atleta                                                                     | Paese       | Tempo    |
| --------- | -------------------------------------------------------------------------- | ----------- | -------- |
|           | Richard Riszdorfer Michal Riszdorfer Juraj Tarr Erik Vlček                 | Slovacchia  | 1:20.045 |
|           | Stanislau Strelchanka Dzianis Zhyhadla Siarhei Findziukevich Ruslan Bichan | Bielorussia | 1:20.733 |
|           | Márton Sík Attila Boros Attila Csamangó Gábor Bozsik                       | Ungheria    | 1:21.651 |

| Posizione | Atleta                                                                   | Paese    | Tempo    |
| --------- | ------------------------------------------------------------------------ | -------- | -------- |
|           | Carolin Leonhardt Conny Wassmuth Katrin Wagner-Augustin Maren Knebel     | Germania | 1:37.145 |
|           | Tímea Paksy Katalin Kovács Krisztina Fazekas Dalma Benedek               | Ungheria | 1:37.951 |
|           | Monika Borowicz Aneta Konieczna Malgorzata Chojnacka Ewelina Wojnarowska | Polonia  | 1:38.103 |

### K4 1000m
| Posizione | Atleta                                                       | Paese      | Tempo    |
| --------- | ------------------------------------------------------------ | ---------- | -------- |
|           | Lutz Altepost Norman Bröckl Marco Herszel Björn Goldschmidt  | Germania   | 3:04.369 |
|           | Marek Twardowski Tomasz Mendelski Pawel Baumann Adam Wysocki | Polonia    | 3:04.719 |
|           | Richard Riszdorfer Michal Riszdorfer Erik Vlček Juraj Tarr   | Slovacchia | 3:05.625 |

| Posizione | Atleta                                                           | Paese    | Tempo    |
| --------- | ---------------------------------------------------------------- | -------- | -------- |
|           | Krisztina Fazekas Alexandra Keresztesi Dalma Benedek Tímea Paksy | Ungheria | 3:13.625 |
|           | Feng Vang Ya Li-yang La Mei-yu Ying Ho                           | Cina     | 3:13.971 |
|           | Gesine Ruge Friedericke Leue Marina Schmuck Judith Hörmann       | Germania | 3:15.025 |